# Livermore (Kentucky)
Livermore è un comune degli Stati Uniti d'America, situato nello Stato del Kentucky, nella contea di McLean.